# ベック・ボガート & アピス (アルバム)
ベック・ボガート & アピス (Beck, Bogert & Appice)は、1973年に発表されたベック・ボガート & アピス（BBA）のデビュー・アルバム。ジェフ・ベック（ギター）、ティム・ボガート（ベース）、カーマイン・アピス（ドラムス）が結成した同トリオの唯一の公式オリジナル・アルバムである。

## 解説
BBAはザ・ジミ・ヘンドリックス・エクスペリエンスやクリームの流れを継ぐスーパー・トリオだった。力強い音を出すボガートとアピスのリズム隊とベックの対決のような構図も彼等の特徴だった。
本作はベックにとっては『ジェフ・ベック・グループ』（1972年）、ボガートとアピスにとってはカクタスの『汗と熱気』（1972年）に続くアルバムに相当する。収録曲9曲のうちオリジナルは4曲で、カクタスのピーター・フレンチが2曲、同じくカクタスのデュアン・ヒッチングスが1曲の共作者に名を連ねている。「黒猫の叫び」と「スウィート・スウィート・サレンダー」は本作のプロデューサーであるドン・ニックス、「迷信」はスティーヴィー・ワンダー、「ホワイ・シュッド・アイ・ケアー」はレイ・ケネディ、「アイム・ソー・プラウド」はカーティス・メイフィールドの楽曲である。
スリー・ドッグ・ナイトのダニー・ハットンとジム・グリーンスプーン、ヒッチングスがゲスト参加した。
ポップな「迷信」や「アイム・ソー・プラウド」などにも支えられ、売り上げは悪くなかった。力強いステージ・パフォーマンスもあってツアーも好評だった。

## 収録曲
1. 黒猫の叫び - Black Cat Moan (Nix)
2. レディー - Lady (Appice, Beck, Bogert, French, Hitchings)
3. オー・トゥー・ラヴ・ユー - Oh To Love You (Appice, Beck, Bogert)
4. 迷信 - Superstition (Wonder)
5. スウィート・スウィート・サレンダー - Sweet Sweet Surrender (Nix)
6. ホワイ・シュッド・アイ・ケアー - Why Should I Care (Kennedy)
7. 君に首ったけ - Lose Myself With You (Appice, Beck, Bogert, French)
8. リヴィン・アローン - Livin' Alone (Appice, Beck, Bogert)
9. アイム・ソー・プラウド - I'm So Proud (Mayfield)

## 参加ミュージシャン
- ジェフ・ベック - ギター、ボーカル
- ティム・ボガート - ベース、ボーカル
- カーマイン・アピス - ドラムス、ボーカル
- デュアン・ヒッチングス - ピアノ、メロトロン (M3)
- ジム・グリーンスプーン - ピアノ (M5)
- ダニー・ハットン  - バッキング・ボーカル (M5)